# Cuti Carabajal
Saúl Belindo Carabajal, más conocido como Cuti Carabajal (La Banda, 3 de marzo de 1947) es un cantante, autor y compositor argentino.

## Biografía
Inicios
Es el último de los doce hijos de María Luisa Paz y Francisco Rosario Carabajal, familia de tradición musical folclórica. Es hermano de Carlos, Agustín y tío de Roberto, con quien conformó el dúo Cuti y Roberto Carabajal durante más de treinta años. A los doce años junto a Kali conformó el dúo «Los Changuitos».
Las Voces de Salavina
Con sus hermanos Agustín y Raúl y su sobrino Kali formaron, en 1964, el grupo Las Voces de Salavina, como homenaje a Los Cantores de Salavina, quienes fallecieron en un accidente de tránsito en la Ruta Nacional 3, grupo que estaba compuesto por Antonio Ramírez, Víctor Quinteros, que se había incorporado hacía unos meses como reemplazante de Agustín Carabajal, y los hermanos Luciano y Osvaldo Duthu, este último el único sobreviviente del siniestro.
Los Carabajal

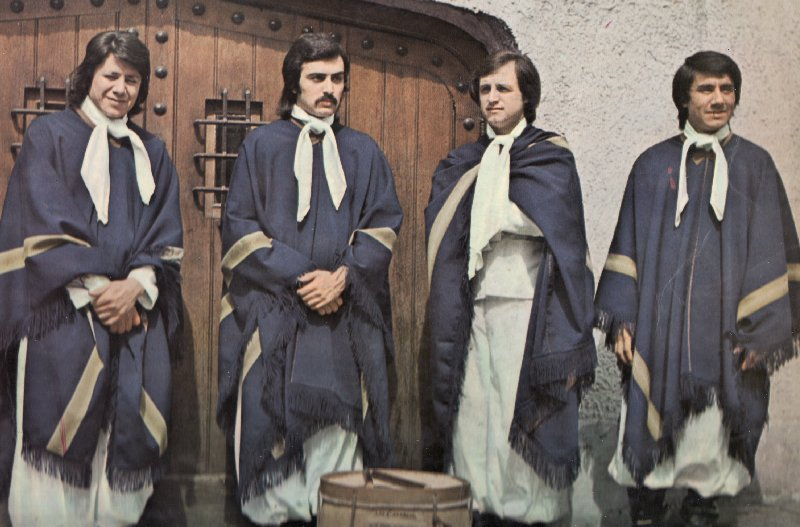
Álbum de 1973 Vamos a andar la noche con... Los Carabajal. De izquierda a derecha: Kali Carabajal, Oscar Testa, Oscar Evangelista, Cuti Carabajal.

Fue miembro de la primera formación del grupo Los Carabajal ingresando cuando tenía veinte años. Poco tiempo después se retiró hasta 1972 cuando volvió a incorporarse al grupo —por ese entonces conformado por Kali, Agustín y Oscar Testa— en reemplazo de Mario Carabajal. Luego se incorporaría Oscar Evangelista. 
Durante su permanencia en el grupo se publicaron los álbumes Los Carabajal (1972), Vamos a andar la noche con... Los Carabajal (1973), La ñaupa ñaupa (1975), De monte adentro (1976). Permaneció hasta 1978, año en el que se unió a Los Manseros Santiagueños.
Los Manseros Santiagueños
Desde 1978 hasta 1984 formó parte de Los Manseros Santiagueños, conjunto formado inicialmente por Leocadio Torres, Onofre Paz, Manuel Jaime y Domingo Rojas. Después de una separación y subsiguientes problemas con la propiedad del nombre del grupo, Cuti fue convocado por Onofre Paz que junto a Leocadio Torres habían incorporado a Guillermo Reynoso. Con ellos grabó los álbumes Sangre de mistol (1979), Santiago querido con Leo Dan (1980), De La Banda a Santiago (1980), 20 años de Los Manseros Santiagueños (1981), Grandes éxitos de Los Manseros Santiagueños (1982), Tiempo chango (1984) y Bodas de plata (1984), que incluyeron canciones de su autoría. Después de esta etapa volvió a incorporarse a Los Carabajal con los que continuó hasta 1988 cuando decidió formar un dueto con Roberto Carabajal.
Cuti y Roberto Carabajal
En 1988 nació el dúo Cuti y Roberto Carabajal, tío y sobrino con muy pocos años de diferencia en su edad. De este dueto fueron publicados veinticinco álbumes, con una gran cantidad de canciones de su autoría; el primero fue Ahora, en 1989. Familiarmente, de 1993, obtuvo un disco de oro por sus ventas. A los tradicionales bombos legüeros y guitarras criollas agregaron instrumentos que no suelen utilizarse en la música folclórica argentina, como la guitarra eléctrica, el saxofón y la batería.  
Hicieron una versión cantada del poema El Gaucho Martín Fierro de José Hernández, publicada en el álbum de 2001 El Martín Fierro, musicalizada con ritmos folclóricos variados, que años más tarde sería reeditada por “Los Carabajales”, a fines de 2018.
Buenas y santas (2003) es otro álbum del dúo que se destaca porque participan mujeres cantantes como Marilina Ross, María Graña, Sandra Mihanovich, Marcela Morelo, Estela Raval, Roxana y Graciela Carabajal, Julia Zenko y Soledad Pastorutti, entre otras, interpretando chacareras. En 2014 publicaron un segundo álbum, Buenas y santas Vol. 2 con un nuevo grupo de cantantes.
Cuti Carabajal en Familia
En 2016 creó una nueva formación, Cuti Carabajal en Familia, con Dipi, Juan, Florián, Mariela y Graciela Carabajal, que se presentó como espectáculo por primera vez en el Centro Cultural de Comodoro Rivadavia durante la celebración del Bicentenario de la Independencia de Argentina.

## Obras
Prolífico autor y compositor con más de 270 obras registradas en la Sociedad Argentina de Autores y Compositores, algunas en colaboración con reconocidos artistas de las letras como Oscar Valles, Roberto Ternán y Pablo Raúl Trullenque y compositores como Carlos Carabajal y Onofre Paz. 
Como letrista y compositor creó «Aquel tiempo de mi infancia», «Vidala a la Telesita», «Cuequita sin penas», «Coplas para mi hermano» de la que se grabó una versión de Los Manseros Santiagueños con Leo Dan, «Mi razón, mi niñez», «A Francisco Rosario» —letra dedicada a su padre—, «Cosas que he vivido», «Vuelvo a amarte mi pueblo» —interpretada por Abel Pintos—, «Qué pena chacarera», «Zamba para un bailarín» —dedicada a Carlos Saavedra, “padre del baile folclórico santiagueño”—, «Gracias Buenos Aires» (tango), «Monedas en el alma» (escondido), «Cuando lejos me encontré», «Me queda esta chacarera», «Para ti santiagueña», entre otras.
Como compositor le puso música a poemas de Pablo Raúl Trullenque —«La pucha con el hombre», «Ciudad de La Banda», «Flor de ceniza», «Serenata a Santiago», «Sembrador de taperas», «Santiago chango moreno», «Romance en zamba», «Cuando me abandone mi alma» —interpretada por Julia Zenko, Soledad, Los Tucu Tucu—; de Oscar Valles —«La sachapera», «Gatito del dulce amor», «Para qué me habrás mirado»—; de Roberto Juan Ternavasio (Ternán) —«Pedime que vuelva», «Agüita de río», «Al valle de Punilla», «Sangre de mistol», «Dejame que me vaya» interpretada por Mercedes Sosa, el Chaqueño Palavecino y Los Nocheros—; de Julio César Bissio (Julio Fontana) —«A los maestros rurales», «El cumpleaños de la abuela» (música compuesta por Cuti y Roberto)—; de Ariel Petrocelli —«Santiago al sur»—; de Cristóforo Juárez —«Te dije que no he´i de volver», «Vidala del regreso», «Romance de los caminos», «Chacarera para Agustín», «Allá lejos» (conocida como «Fue allá lejos» e interpretada por Pablo Carabajal y Sanavirones)—; de Marcelo Ferreyra —«Hermano coplero» (con versiones de Alfredo Ábalos y el Dúo Coplanacu, «El Tata Bombo»—; del poeta bandeño Felipe Rojas —«Verano de ausencia», «Estoy pensando», «Madre del bombo»—; de Celeste Carballo —«Cuando seamos del amor»—. 

## Reconocimientos
- En 2016 fue declarado Ciudadano Ilustre de La Banda, por su trayectoria como autor y compositor.[2]
- Premio Juana Azurduy de Padilla, otorgado por el Congreso de la Nación Argentina en reconocimiento a su trayectoria artística.[13]

### Actividad cinematográfica
Premios Goya
| Año  | Categoría              | Película         | Resultado |
| ---- | ---------------------- | ---------------- | --------- |
| 2024 | Mejor actor revelación | La estrella azul | Nominado  |

Medallas del Círculo de Escritores Cinematográficos
| Año  | Categoría        | Película         | Resultado |
| ---- | ---------------- | ---------------- | --------- |
| 2024 | Actor revelación | La estrella azul | Nominado  |